# 9279 Seager
9279 Seager este un asteroid din centura principală de asteroizi.

## Descriere
9279 Seager este un asteroid din centura principală de asteroizi. A fost descoperit pe 1 martie 1981 la Siding Spring de Schelte J. Bus. Asteroidul prezintă o orbită caracterizată de o semiaxă mare de 2,45 ua, o excentricitate de 0,19 și o înclinație de 8,3° în raport cu ecliptica.